# 전간기 기갑전투차량 목록
이 문서는 전간기(제1차 세계 대전 종전 후 제2차 세계 대전 발발 때까지) 동안 개발된 기갑 전투 차량 목록이다. 일부는 제2차 세계 대전 초기에 사용되기도 했다.

## 중국
중국은 1930년대에 수백대의 기갑 전투 차량을 구매했다. 정확한 제품 명 및 숫자는 미상이다. 더 많은 정보를 위해서는 플로리다 주립 대학에서 제공하는 문서를 참조하라.
1930년대 중국의 기갑 전투 차량 중에 다음과 같은 것들이 있다.
- 카덴 로이드 M1931 수륙양용전차 - 1935년 29대 구매.
- 카덴 로이드 M1936 - 2인승 경전차로서 1936년에 4대를 구매.
- 르노 FT-17 - 약 100대 이상을 폴란드와 프랑스로부터 1920년대와 30년대에 구매.
- CV-33 - 이탈리아제 소형전차로서 1936년에 구매했다. 구매 규모는 20대 ~ 100대 사이에서 논란 중이다.
- 1호 전차 A형 - 1930년대에 독일로부터 10대를 구매.
- 카덴 로이드 소형전차 Mk.4 - 비커스사의 기관총 탑재 전투 차량. 1929년에 24대를 구매.
- 유니버설 캐리어
- T-26 - 비커스 6톤 경전차의 면허 생산제품으로서 1938년에 소련으로부터 88대를 구매.
- BA-6 - 소련으로부터 구매한 45mm 포탑을 갖춘 장갑차.

## 프랑스
- 호치키스 H35
- 호치키스 H39
- 르노 R35 전차
- 르노 FT-31

## 독일
- 노이바우파르조이크 - 독일이 개발한 다포탑 전차
- 라이히트트락터 (Leichttraktor)
- 1호 전차
- 2호 전차
- SdKfz 265 판처베펠바겐(SdKfz 265 Panzerbefehlswagen)

## 이탈리아
- 피아트 3000   (르노 FT-17과 비슷함)
- 피아트 L3

## 폴란드
- 7TP
- C7P
- TKS
- 사모쵸프 판세르니 wz. 34
- 사모쵸프 판세르니 wz. 29
- 10TP

## 일본
- 94식 경장갑차 테케 (843대)
- 89식 중전차 치로 (404대)

## 소비에트 연방
러시아 적백 내전 말에, 러시아 소비에트 사회주의 연방공화국은 영국으로부터 마크 1 전차와 위피트 마크 A, 르노 FT-13을 구매하여 나름 구색을 갖추었다. 1941년 6월 22일, 독일이 침공할 즈음에, 소련은 이미 T-40 수륙양용 경전차 222대와 T-34 중(中)전차 967대, KV-1 및 KV-2 중(重)전차 508대를 실전 배치했다.

### 경장갑차
- D-8 장갑차 오픈탑식 장갑차
- D-12 장갑차
- FAI 장갑차
- BA-20

### 중장갑차
- BA-27
- BA-3/BA-6/BA-9/BA-10/BA-11

### 소형전차
- T-17 릴리풋 (실험 개발)
- T-23 (실험 개발)
- T-27

### 전차
소형 수륙양용 전차
- T-37A 전차
- T-38 전차

경전차
- 루스키 레노 (르노 FT-17의 복제품)
- T-18 전차 (MS-1이라고도 불림)
- T-26 (비커스 6톤 경전차의 면허 생산품)
- BT-2
- BT-5
- BT-7
- BT-8

화염방사 전차 및 공병전차
- ST-26 공병전차
- OT-26 화염방사전차
- OT-130 화염방사전차

중전차(Medium Tanks)
- T-24
- T-28
- T-29 (실험 개발l)
- A-20 (실험 개발)

중전차(Heavy Tanks)
- T-35

### 자주포
아래 자주포들 중 대부분은 소량만 생산되었다.
- SU-12 - 76.2mm포 탑재
- T-26 - 포병 지원 전차
- BT-7A 포병 지원 전차
- 4M - 4연장 7.62mm 맥심 기관총을 탑재한 대공 트럭
- YaG-10 - 76.2mm 대공 트럭
- ZiS-42 - 25mm 대공트럭

## 영국
- 란체스터 6x4 장갑차

### 소형전차
- 카덴 로이드 Mk IV
- 크로슬리-마텔l 소형전차

### 전차
- 비커스 6톤 경전차 (153대)
- 순항전차 Mk.1 A9
- 순항전차 Mk.2 A10
- 순항전차 Mk.3 A13
- 보병전차 마틸다 Mk.1I
- 보병전차 마틸다 Mk.2
- Mk.1에서 Mk.5까지 영국의 경전차들
- 경전차 Mk.6
- 중형전차 Mk.1
- 중형전차 Mk.2
- 중형전차 Mk.3
- 중형전차 A7E2
- 비커스 A1E1 인디펜던트 (시험생산형 1대만 제작)
- 비커스 중형전차 Mk.2

### 자주포
- 버치 자주포

## 미국

### 전차
- Mk.8 리버티 (100대)
- 6톤 전차 M1917 (르노 FT-17의 미국 생산형, 952대)
- M2 경전차

### 경장갑차
- 데이비슨-두리어 기관총 차
- 데이비슨 자동 전지 장갑차
- 데이비슨-캐딜락 장갑차
- 킹 장갑차

### 중장갑차
- 제프리 장갑차

## 같이 보기
- 전차의 역사
- 기갑 전투 차량 목록